# Tutto bene (Ernia)
Tutto bene è il primo singolo ufficiale del rapper italiano Ernia, pubblicato in download digitale il 22 marzo 2016.

## Il singolo
Il brano, parte di un gruppo di dieci singoli (sei stand-alone e quattro inclusi nell'EP No Hooks), racconta la fine della storia d'amore tra Ernia ed una ragazza. Contestualmente alla sua pubblicazione su iTunes e Spotify, è stato reso disponibile il videoclip ufficiale del brano su YouTube, con regia di Emanuel Marletta.

## Traccia
1. Tutto bene – 3:02 (testo: Matteo Professione – musica: Alessandro Pulga)